# 必笑!仕事人〜浪花の春の偽金からくり〜
必笑! 仕事人〜浪花の春の偽金からくり〜（ひっしょう! しごとにん〜なにわのはなのにせがねからくり〜）は、2007年1月3日に朝日放送(ABC)ほかのネット局で放送されたコメディータッチのバラエティ番組である。

## 概要
『なにわ人情コメディ 横丁へよ〜こちょ!』の出演レギュラーメンバーが「闇の仕事人」に扮し、偽金作りを行う悪党達に立ち向かう時代劇風新喜劇。『必殺仕事人』のパロディでもあった。
『必殺仕事人』が松竹芸能の親会社である松竹（と朝日放送）の制作である事から考えても、かつて険悪であった吉本興業と松竹芸能との関係が改善されている事が窺える。

## あらすじ
新年早々の大阪の町では、鋳物職人や鍛冶職人が行方不明になる謎の事件が多発、中には死体で見つかる者も。その噂は繁蔵の居酒屋に集まった７人の仕事人たちの元にも届いていた。そこへ店の手伝いをしているおさわという少女がやってきて、兄のけんじも数日前から行方が分からなくなっていると告げる。程なくけんじは家族の下へ戻ってきたが、家族との再会を喜んだのも束の間けんじを追って来た浪人によってけんじは母･お咲と共に殺されてしまう。やがておさわは闇の仕事人に母と兄の敵討ちを依頼。事件について調べた仕事人たちは鋳物職人や鍛冶職人が行方不明になっていたのは腐金作りを行っていた悪党の仕業で、腐金を作らせるために職人を攫っていた事を突き止める。そしてけんじが鍛冶職人だったために悪党に捕まり、ある日逃げ出して家族の元に戻ったところで殺されたことを知った仕事人達は、けんじとお咲の仇を討つべく悪党の屋敷へ乗り込むのだった。

## キャスト
- 陣内智則

闇の仕事人の一員・河内智之丞。表の顔は二枚目の歌舞伎役者。使用する武器は紐。
- フットボールアワー
  - 岩尾望

闇の仕事人の一人・岩作。表の顔は自身番夜回り。使用する武器は拍子木
- - 後藤輝基

闇の仕事人の一人・テル。表の顔は簪職人。使用する武器は手製の簪。
- 麒麟
  - 川島明

岡っ引きの乾分明松。裕造と共に行動している。
- - 田村裕

岡っ引き･黒門の裕造親分。
- 山田花子

闇の仕事人の一員・お花。表の顔は辻占師で、おみちとは友人同士。必殺技はおみちとの連携技。
- 未知やすえ

闇の仕事人の一員・おみち。表の顔は何でも屋で、お花とは友人同士。必殺技はお花との連携技で、お花が投げ飛ばした相手をおみちがハリセンで叩くというもの。
- 池乃めだか

闇の仕事人の一員・池の坊。表の顔は僧侶だが、酒も博打も行う破戒僧である。必殺技は両脚で相手の体を挟んで背骨を粉砕する「カニ挟み」。
- オール巨人

仕事人たちが集合する居酒屋の主人・繁蔵。その正体は闇の仕事人たちの元締め。自分の居酒屋で働いているおさわの兄・けんじが腐金作りに加担させられた挙句母のお咲と共に殺されたことを知り、仕事人たちを率いてけんじとお咲の敵討ちに向かう。巧みな剣術で相手を成敗する。
- Mr.オクレ

易八卦の霊。おさわの兄の行方を捜すためお花が呼び出したが、まともな結果を告げないまま退場した。
- 坂田利夫 -
- 月亭八方 -
- 桂きん枝 -
- 大木こだま -
- 島木譲二 -
- 島田一の介 -
- 若井みどり

けんじとおさわの母・お咲。行方不明になったけんじを捜していた。後にけんじと再会を果たすが、その直後にけんじを追ってきた浪人にけんじ共々斬られて死んでしまう。
- 浅香あき恵

両替屋鳴海家の女房・おあさ。腐金造りを仕組んだ犯人の一人で、多数の鍛冶職人を拉致して腐金を作らせていた。最後は池の坊のカニ挟みで成敗される。
- おかけんた

両替屋鳴海家の主人。
- 南方英二
- たむらけんじ

おさわの兄である鍛冶職人・けんじ。長い間行方不明になっていたが、ある日突然家に戻ってきた。しかしその直後、突如現れた浪人たちに母と共に斬られてしまう。実は鳴海家に拉致され、腐金作りに加担させられていた。
- 南海キャンディーズ
  - 山里亮太

瓦版売り。
- - 山崎静代

瓦版売り。
- 大沢あかね

繁蔵の居酒屋で働いている少女・おさわ。兄のけんじが行方不明になった事で落ち込んでいたが、ある日突然帰ってきた兄と再会を果たした。だがその直後浪人たちに母と兄を殺され、その敵討ちを闇の仕事人たちに依頼する。
- 中條健一
- 青野敏行
- 平山昌雄
- 宇都宮まき
- 高野直子（ABCアナウンサー、当時 ナレーション）

## スタッフ
- 作:中村進
- 殺陣指導:山根伸介
- 題字:岡由子
- タイトルCG:三好和也（ちゅるんカンパニー）
- ロゴデザイン:シュプール
- TD(テクニカルディレクター):東野久記（東通）
- CAM(カメラマン):長谷川均（東通）
- MIX(ミキサー):川越徹（吉本興業）、嶽下学（東通）
- LD(ライティングディレクター):辻本満（吉本興業）、吉田康志（アーチェリープロ）
- VE(ビデオエンジニア):大森喜章（トラッシュ）
- VTR:坂本剛（東通）
- AUD(オーディオ):永田幸子（東通）
- ビデオ編集:宮本憲一（アンカー）
- 音効:田口雅敏（戯音工房）
- 美術:スタッフユニオン
- 大道具:山田勝（つむら工芸）
- 小道具:中井等（すくらんぶる）
- 衣裳:大槻忠之（大槻衣裳）
- かつら:長野かつら
- メイク:MORE
- 特効:ギミック
- 番組宣伝:岡崎由記（ABC）
- 番組デスク:田村圭（ABC）
- AD(アシスタントディレクター):渡辺恒史・越智勝也・金琴實・真鍋理恵（アイ・ティ・エス）
- FD(フロアディレクター):白川圭介（アイ・ティ・エス）
- AP(アシスタントプロデューサー):吉川能生・中村俊貴（吉本興業）
- 演出:藤井武夫（ABC）
- プロデューサー:岩城正良（ABC）、井上淳（吉本興業）
- 制作協力:吉本興業
- 製作著作:ABC

## ネット局
- 朝日放送 - 2007年1月3日水曜日12:00〜13:55
- メ〜テレ - 2007年1月3日水曜日14:30〜16:25
- 熊本朝日放送 - 2007年1月13日土曜日12:00〜13:55
- 瀬戸内海放送 - 2007年12月30日日曜日12:00～13:55
- 広島ホームテレビ - 2009年7月4日土曜日13:00～14:55（2年6ヶ月遅れ）
  - このためか中国放送（TBS系）は通常13:00から放送している『よしもと新喜劇』（毎日放送）の放送を見送り、『チャンピオンズ〜達人のワザが世界を救う〜』（テレビ東京）の3時間スペシャルを編成した。